# Plot point
Il plot point, o turning point, è un meccanismo narrativo utilizzato nella stesura di una sceneggiatura cinematografica.
Nella struttura restaurativa in tre atti i plot point sono snodi importanti nell'avanzamento della narrazione, e si collocano poco prima della chiusura dei singoli atti. Vengono suddivisi in minori e maggiori; i maggiori all'inizio della storia servono ad aprirla, mentre quelli che seguono spingono il personaggio verso la risoluzione della crisi. I finali d'atto devono in tutti i casi corrispondere ad un'evoluzione del personaggio principale.

## I plot point negli atti
Durante il primo atto viene a delinearsi il conflitto che coinvolgerà il protagonista della vicenda. L'innesco che porta in avanti l'intreccio è solitamente la falsa soluzione: durante questo atto il protagonista supera un punto di non ritorno entrando in una situazione eccezionale che mette in discussione lo status quo.
Il plot point conseguente è una falsa soluzione al dilemma del personaggio che sembra in apparenza rispondere alla questione sollevata inizialmente. Spesso si tratta di una scelta evidentemente sbagliata; il pubblico deve sapere che questa non può essere la risoluzione della trama bensì il suo innesco. In altri casi la scelta può essere nella direzione giusta ma in tempi ancora prematuri, quando il personaggio non ha ancora gli strumenti necessari per raggiungere lo scioglimento del conflitto.
L'atto centrale tende verso un finale in cui il protagonista affronta le conseguenze della decisione presa nell'atto precedente, comprendendo i propri errori. Il plot point diventa in questo modo una reintegrazione del personaggio attraverso il riconoscimento di sé, che arriva in tempo per evitare il disastro. In questo senso, il secondo plot point è diretto verso l'interno. La svolta che chiude l'atto verrà nuovamente ribaltata nell'atto conclusivo, facendo confluire le tensioni interne e quelle esterne.
L'atto finale è volto a restaurare la situazione venuta a complicarsi con l'emergere del conflitto. Il suo climax è il risolvimento della circostanza che il finale del secondo atto ha configurato. Il finale è in ascesa: il riconoscimento degli errori porta il personaggio al superamento del conflitto interiore, combaciando con lo scioglimento del conflitto esterno della storia secondo la "legge della progressione drammatica"; il climax è il punto di maggior tensione drammatica e contemporaneamente la conclusione. A differenza degli atti precedenti, il terzo non prepara un'altra situazione, fatta eccezione per film concepiti fin dall'inizio in senso seriale.